# Corrado Parona
Corrado Parona (Corteolona, 28 giugno 1848 – Genova, 23 agosto 1922) è stato uno zoologo e medico italiano.

## Biografia
Corrado Parona nacque il 28 giugno 1848 a Corteolona nel Pavese, allora appartenente al Lombardo-Veneto; seguendo la tradizione familiare, conseguì una prima laurea in medicina all'Università di Pavia, dove fu allievo di Leopoldo Maggi. Concentrò il suo interesse sulle scienze naturali, specializzandosi nella parassitologia e dal 1880 insegnò zoologia e anatomia comparata presso l'Università di Cagliari. Tre anni dopo, nel 1883 si trasferì all'Università di Genova, dove insegnò zoologia, avendo voluto separare tale cattedra dall'insegnamento di anatomia comparata.
Fu invitato a far parte della squadra di ricerca sulla pesca in Italia voluta da Domenico Berti, Ministro dell'agricoltura, dell'industria e del commercio; a tal proposito, durante il suo periodo in Sardegna, si recò a Carloforte, sull'Isola di San Pietro, per osservare le condizioni di lavoro dei pescatori di corallo.
Nel 1892 assieme a Giacomo Cattaneo dell'Istituto di Anatomia comparata fondò e fu primo direttore del Bollettino dei Musei di Zoologia ed Anatomia Comparata della Regia Università di Genova, attuale Bollettino dei Musei e degli Istituti Biologici dell'Università di Genova.
Dal 1893 al 1895 fu anche presidente dell'Accademia ligure di scienze e lettere, ricoprendo ripetutamente in seguito l'incarico di vicepresidente.
Negli anni novanta dell'Ottocento, fu tra i principali sostenitori della teoria dell'evoluzione in Italia.
Dal 1º novembre 1904 al 31 ottobre 1905 fu rettore dell'università ligure. Morì a Genova nel 1922 a 74 anni d'età.

## Opere
Scrisse 150 pubblicazioni, guadagnando ampia fama nello studio degli elminti.
Tra le sue opere principali:
- L'elmintologia italiana dai suoi primi tempi al 1892 (1894, ristampato nel 1911)
- Il tonno e la pesca, monografia contenuta nel primo volume delle Memorie del Regio Comitato Talassografico Italiano (1919).

## Onorificenze
Nel 1897 l'erpetologo Mario Giacinto Peracca dedicò a Corrado Parona il Leiosaurus paronae, una lucertola endemica della Pampa argentina.
Gli è dedicata una via a Roma nel Municipio IX.